# Elettrodo di seconda specie
Un elettrodo di seconda specie è una semipila costituita da un metallo a contatto (solitamente rivestito) con un suo composto poco solubile, ed immerso in una soluzione contenente ioni comuni con questo sale. Classici esempi di questi elettrodi sono l'elettrodo a cloruro d'argento e l'elettrodo a calomelano.
Per l'elettrodo a cloruro d'argento:
Ag(s),AgCl(s) | Cl-(aq)
considerato come un comune elettrodo (elettrodo di prima specie), l'equazione di Nernst è la seguente:
{\displaystyle E=E_{Ag^{+}/Ag}^{o}+0.05916\log {[Ag^{+}]}}.
Poiché la soluzione è satura, in AgCl, vale la relazione:
{\displaystyle [Ag^{+}]={\frac {K_{ps}}{[Cl^{-}]}}}
che, sostituendo nella precedente equazione di Nernst, fa ottenere:
{\displaystyle E=E_{Ag^{+}/Ag}^{o}+0,05916\log {K_{ps}}-0,05916\log {[Cl^{-}]}}
dove sono noti sia il potenziale standard di riduzione E° sia Kps, quindi la relazione diventa:
{\displaystyle E=0,223V-0,05916\log {[Cl^{-}]}}
Praticamente 0,223 V è il valore del potenziale standard di riduzione relativo alla semireazione:
AgCl(s) + e- = Ag(s) + Cl-(aq, 1,0 M)